# Trinità con sant'Agostino e il beato Giorgio da Cremona
La Trinità con sant'Agostino e il beato Giorgio da Cremona è un dipinto olio su tela di Andrea Previtali conservato presso la chiesa di San Nicola di Almenno San Salvatore. L'opera è datata e firmata  ANDEAS PREITALUS FATIEBAT M.D.XVII..

## Storia
Il Previtali è stato un pittore nato nella bergamasca a Brembate di Sopra ma che si trasferì fin da piccolo a Venezia con la famiglia che viveva commerciando corde e aghi. 
A Venezia divenne allievo di Giovanni Bellini facendo poi ritorno a Bergamo nel 1512, invitato dalla famiglia Casotti de Mazzoleni per la quale realizzò più di un lavoro.  Il dipinto fu realizzato su tavola e poi trasferito su tela.
A Bergamo erano arrivati anche altri artisti veneziani trasferitisi nella città orobica dove ricevevano commissioni dalla nuova borghesia, arricchitasi con il commercio e che era desiderosa di farsi conoscere dalle autorità veneziane usando anche la forma artistica con ritratti e tele per le chiese. Tra questi Lorenzo Lotto, Giovanni Cariani e Palma il Vecchio. Il Previtali aveva la caratteristica di saper apprendere e riprodurre con alcune varianti, le opere degli altri artisti, capì presto di non saper inventare nuovi stili, seppe quindi ben gestire le sue capacità di studio e di apprendimento. Non divenne mai solo pittore, ma affiancò questo lavoro con l'attività commerciale di venditore di stoffe.
La tela gli fu commissionata dai padri agostiniani per la chiesa di San Nicola di Almenno San Salvatore, dove è ancora conservata. Fu esposta nel Museo Adriano Bernareggi accanto alla Trinità di Lorenzo Lotto, opere del medesimo tempo ma dalla composizione molto differente.

## Descrizione
Il dipinto è considerato tra i migliori dell'artista di stampo veneziano e carico di simbolismo. 
La composizione della scena è a forma triangolare con all'apice l'immagine di Dio seduto su di un trono posto sopra tre gradini e ai lati le raffigurazioni del beato Giorgio da Cremona e di sant'Agostino, entrambi genuflessi a completamento della composizione piramidale. Accanto alle due figure il pittore ha scritto il relativo nome. Centrale alla scena, sulla parte superiore, la colomba raffigurazione iconografica del terzo elemento della Trinità, lo Spirito Santo.

Dio padre regge il crocifisso con la raffigurazione di Gesù, suo figlio, ed è dipinto come un vecchio imponente dalla lunga barba bianca che guarda diretto l'osservatore dell'opera, quello che al tempo era il fedele. Trattiene la croce con le due mani all'estremità della fascia trasversale, lasciandola appoggiare sul secondo gradino del trono. Il corpo di Cristo è grondante di sangue, ma questo non bagna il cartiglio posto sul gradino dove l'artista ha posto la sua firma e l'anno di realizzazione.

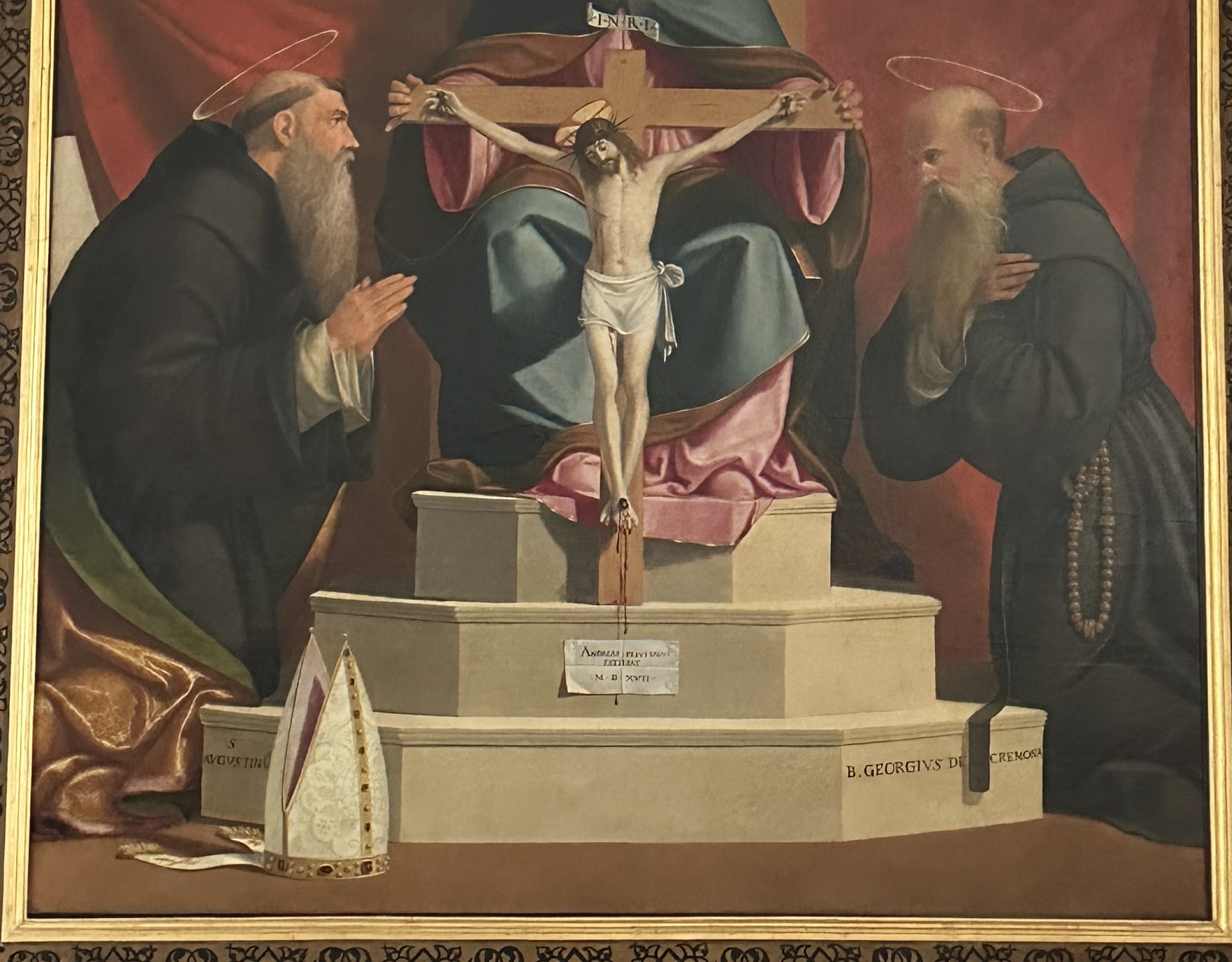
Particolare con san Agostino e Beato Giorgio da Cremona

La scena tipicamente cinquecentesca, si sviluppa in una grande sala divisa da un drappo rosso, leggermente spostato dal vento sul lato sinistro, che permette di vederne solo la parte superiore, e che rende un senso di mistero metafisico quasi astratto ma che l'artista lega con il manierismo dei particolari raffigurati.
Il soffitto presenta travi a vista mentre la parere di fondo ha due finestre centinate con vetri piombati. La finestra di destra ha un'anta aperta che lascia vedere l'azzurro del cielo, mentre quella a sinistra è mancante di tre vetrini, particolare non trascurabile, perché indica una volontà dell'artista di attirare l'osservatore all'attenzione completa dell'opera. La luce arriva dall'alto a destra almeno questo indica l'ombra dipinta dietro il Creatore,  come sono le opere lottesche.